# Laboratoire Ampère
Le Laboratoire Ampère est une unité de recherche spécialisée dans l'exploitation de l'énergie dans les systèmes en relation avec leur environnement. Il est implanté sur trois sites du Rhône : deux à Villeurbanne et un à Écully.
Il travaille sous plusieurs tutelles : l'INSA de Lyon, le CNRS (UMR 5005), l'université Claude-Bernard-Lyon-I et l'école centrale de Lyon. Le laboratoire est né de la fusion en janvier 2007 des laboratoires CEGELY (Centre de génie électrique de Lyon) et LAI (Laboratoire d'automatique industrielle de Lyon).
Les études sont effectuées autour de trois départements :
- Département énergie électrique ;
- Département microbiologie environnementale ;
- Département méthodes pour l’ingénierie des systèmes.